# Петър Крешимир IV
Петър Крешимир IV (на хърватски: Petar Krešimir IV) е хърватски крал от рода Търпимировичи управлявал от 1058 г. до 1074/1075 г. Наследява на трона баща си Стефан I Крешимирович и продължава неговата политика на икономически реформи и обединение на всички хърватски земи в единна държава.

## Управление
През 1069 г. Петър Крешимир сключва договор с Византия, според който Адриатическото крайбрежие, за което хърватите се борили в продължение на сто години с променлив успех и което само номинално се намира под контрола на Византия, преминава под властта на Хърватското кралство. Това довежда и до значително ограничаване на влиянието на Венецианската република в този регион. По време на цялото си управление Петър Крешимир резидира именно в крайбрежните градове Биоград на Мору, Нин и Шибеник, като знак за важното значение на Далмация за хърватската държава.
В същата 1069 г. той дарява малкия остров Маун на задарския бенедиктински манастир. В запазената грамота се казва, че островът се отдава в знак на благодарност за „разширяването на кралството по суша и море по милостта на всемогъщия Бог“.
Петър Крешимир успява да реши и проблема със Славонската бановина. Славония от 1027 г. само юридически се води част от Хърватското кралство, а в действителност се управлява независимо от бан от другия клон на рода Търпимировичи – Светославичи, които водят началото си от крал Светослав Суроня, чичото на Петър Крешимир. Тази семейна разпра Петър Крешимир овладява по мирен път като дава титлата „бан на Хърватия“ на внука на Суроня – Димитър Звонимир и го прави свой главен съветник. Също по мирен начин присъединява и част от Панония, в резултат на което Хърватия достига най-голямото си териториално разширение в своята история.
Смята се, че Петър Крешимир убива своя брат Гоислав II при неизяснени обстоятелства и това предизвиква всеобщо недоволство. Стига се до намеса на папата, който лишава братоубиеца от кралската му титла и изпраща нарочен пратеник да разследва случая. Крешимир се заклева, че е невинен, титлата му е възстановена, но авторитетът му сериозно пострадва.

## Църковния въпрос
При управлението на Петър Крешимир с нова сила се разгаря църковният конфликт, свързан с езика, на който се извършва богослужението. Въпреки че още през 30-те години на X в. на съборите в Сплит се взима решение официалният език в църквата да бъде латинският, в по-голямата част от страната църковните служби продължават да се извършват на хърватски и богослужебните книги да се изписват на глаголица като причините са както патриотични, така и породени от непознаването на латинския език от страна на духовенството. Освен това хърватските свещеници продължават да не спазват целибата, който е задължителен за римокатолическата църква от XI в. нататък.
През 1059 г. папа Николай II за пореден път се обръща с призив към хърватския крал да реформира богослужението в съответствие с католическия канон. До този момент хърватите, въпреки че още от VIII в. са тясно свързани с римокатолицизма, се ползват с известна независимост поради опасенията на Рим, че могат да изпаднат под влиянието на Византия и да преминат към православието. Но след Великата схизма, белязала разкола между Константинопол и Рим през 1054 г., папата вече не можел да си позволи отстъпки.
Петър Крешимир подкрепен от висшия клир започва постепенна латинизация на църквата, която обаче среща силна съпротива от страна на народа и нисшето духовенство. Най-яростните противници на реформата са отлъчени от църквата през 1064 г. Все пак реформите постигат частичен успех, свързвайки още по-здраво Хърватия с католицизма и западния свят. Но славянският език в богослужението заедно с ползването на глаголицата се запазват до XX в.

## Външна политика
Петър Крешимир използва в своя полза затрудненията на ромеите по това време, които едновременно воюват на два фронта – със селджуците в Мала Азия и с норманите в Южна Италия. Сключвайки договора от 1069 г. с Византия, той става пълноправен владетел на Далмация, недопускайки да бъде провъзгласен за проконсул, каквата практика имат ромеите, за да подчертаят, че Далмация остава византийска, а проконсулът само изпълнява техни разпореждания. Папа Александър II потвърждава този акт, присъждайки на хърватския крал титлата „крал на Хърватия и Далмация“ (rex Croatiae et Dalmatiae). Към края на управлението на Петър Крешимир Далмация трайно е приобщена към хърватската държава.
През 1072 г. Петър Крешимир подкрепя въстанието в Дукля на Георги Войтех и Константин Бодин против ромеите.
През 1075 г. норманите нахлуват в Хърватия и обсаждат град Раб на остров Раб. Въпреки че не успяват да превземат града, самият Петър Крешимир при неизвестни обстоятелства е взет в плен.

## Обществен живот
Един от сериозните въпроси, пред които се изправя хърватският крал, е свързан с интеграцията на романското население в Далмация. През X-XI в. в големите градове по Адриатическото крайбрежие се води независима политика от местните знатни родове, а населението е смесица от романи и славяни. Жителите на далматинските градове нямат самосъзнание на хървати, дори говорят собствен далматински език. В тези условия на Петър Крешимир се налага мъдро да поддържа прохърватските настроения сред влиятелната местна аристокрация и дипломатично да се справя с недоволните.

## Смърт
Въпреки че е обещан огромен откуп за Петър Крешимир след пленяването му от норманите, той така и не е освободен и умира в плен. През 1075 г. е погребан в Солин, но гробът му е унищожен по-късно от османците. Тъй като единственото дете на краля е дъщеря му Неда, за нов крал е обявен неговият роднина Димитър Звонимир.